# Жёлтый рейд

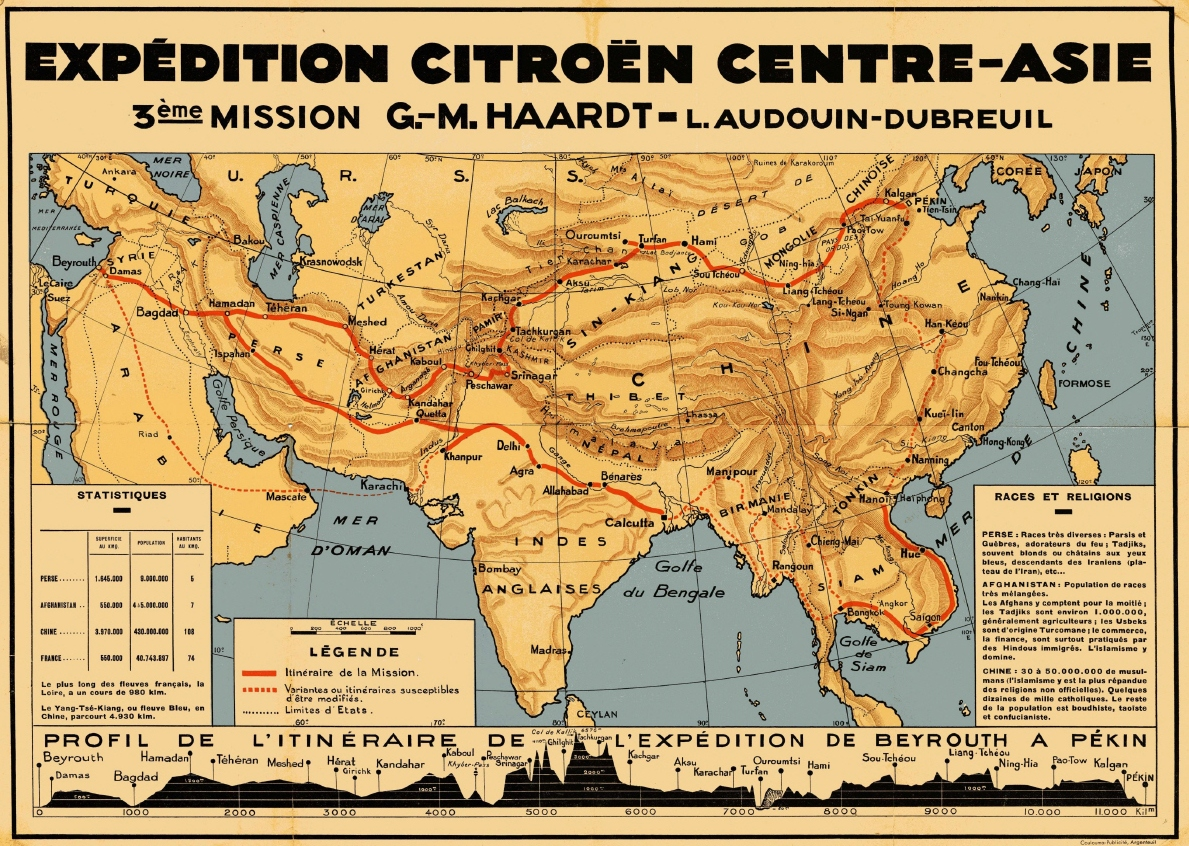
Рекламная карта первоначального маршрута, 1931

«Жёлтый рейд» (фр. Croisière jaune, официально — «Миссия в Центральную Азию» Mission Centre-Asie) — автопробег, организованный с рекламными целями фирмой Андре Ситроена. Маршрут пролегал из Бейрута в Пекин, а далее предполагалось последовать через Центральный и Южный Китай в Ханой, и совершить путешествие через Индокитай, Индию и Иран обратно до Бейрута. Начальник основного отряда «Памир» — Жорж-Мари Хаардт; в экспедиции участвовал художник А. Яковлев; всего отряд «Памир» включал 48 участников. Из-за ряда сложностей как технического, так и политического характера (ограничения передвижения иностранцев по Британской Индии и гражданская война в Китае), экспедиция продолжалась с 4 апреля 1931 по 12 февраля 1932 года, когда все участники прибыли в Пекин. Маршрут составил 12 115 км. Группа «Памир» включала семь полугусеничных автомобилей Citroen autochenilles Kégresse (6 экземпляров — Type P17 и один — Type P14). Из-за кончины Хаардта от пневмонии 16 марта 1932 года, вторая часть рейса была отменена. Стоимость путешествия составила 17 000 000 франков. Весьма значительными были научные и художественные результаты экспедиции.